# 미카사정
미카사정(三笠町)은 일본 가고시마현 이즈미군에 설치되었던 정이다. 현재의 아쿠네시의 일부에 해당한다.